# Lucía Pérez
Lucía Pérez Vizcaíno (O Incio, 5 luglio 1985) è una cantante spagnola che rappresentò la Spagna all'Eurovision Song Contest 2011 a Düsseldorf, in Germania, con la canzone Que me quiten lo bailao.

## Carriera
Nel 2002, all'età di 17 anni, ha vinto il talent show per cantanti amatoriali Canteira de Cantareiros. Un anno dopo ha pubblicato il suo primo album, Amores y amores.
Nel 2005 ha rappresentato la Spagna al Viña del Mar International Song Festival in Cile classificandosi seconda con la canzone Qué haría contigo. Nel 2009 ha partecipato al Viña del Mar Festival per la seconda volta.
Nel 2011 ha preso parte alla selezione nazionale spagnola per l'Eurovision Song Contest 2011 (Destino Eurovisión) e il 18 febbraio ha vinto la finale con la canzone Que me quiten lo bailao, con la quale ha rappresentato il paese nella finale a Düsseldorf, Germania, ottenendo 50 punti sufficienti a raggiungere la 23ª posizione in una finale composta da 25 paesi.

## Discografia

### Album
- Amores y amores - 2003
- El tiempo dirá - 2006
- Volar por los tejados - 2009
- Dígocho en galego - 2010
- Cruzo los dedos - 2011

### Singoli
- Qué haría contigo - 2005
- Que me quiten lo bailao - 2011